# Button Gwinnett
Button Gwinnett (1735 Down Hatherley, Gloucestershire, Velká Británie – 19. května 1777 Savannah, Georgie) byl americký politik, jeden z otců zakladatelů. Byl delegátem za stát Georgie na kontinentálním kongresu a jedním ze signatářů Deklarace nezávislosti Spojených států. V roce 1777 byl krátce dočasným prezidentem Georgie a byl po něm pojmenován kraj Gwinnett County (nyní hlavní předměstí metropolitní Atlanty). Gwinnett byl zabit v souboji s Lachlanem McIntoshem ve sporu po neúspěšné invazi na východní Floridu.

## Životopis

Znak Buttona Gwinnetta

Gwinnett se narodil v roce 1735 ve farnosti Down Hatherley v hrabství Gloucestershire ve Velké Británii velšskému otci, reverendovi Samuelovi Gwinnettovi (Gwinnettovi pocházející z waleského hrabství Gwynedd) a jeho manželce Anne. Byl třetí ze sedmi dětí jeho rodičů, narodil se po jeho starší sestře Anně Marii a jeho starším bratru Samuelovi. Existují protichůdné zprávy o jeho přesném datu narození, ale byl pokřtěn v kostele sv. Kateřiny v Gloucesteru 10. dubna 1735. Pravděpodobně navštěvoval vysokou školu v Gloucesterské katedrále (nyní Královská škola), stejně jako jeho starší bratr, ale pro toto tvrzení neexistují důkazy. Svou kariéru začal jako obchodník v Anglii. V roce 1754 se přestěhoval do Wolverhamptonu a v roce 1757 se oženil s Ann Bourne v kostele sv. Petra. V roce 1762 manželé odešli z Wolverhamptonu a emigrovali do Ameriky.
Obchodní aktivity Gwinnetta zavedly z Newfoundlandu na Jamajku. V roce 1765 se přestěhoval do Savannah a otevřel si obchod. Obchod nebyl úspěšný, tak si Gwinnett koupil na úvěr ostrov St. Catherine's Island, u pobřeží Georgie, na jih od Savannah, a pokusil se stát farmářem. Ani tento pokus nebyl úspěšný, ale umožnil mu stát se známou osobou v místní politice.

### Politická kariéra
Gwinnett a jeho manželka přijeli do Charlestonu v provincii Jižní Karolína v roce 1765 a jeho manželka se přestěhovala do provincie Georgie. Gwinnett zanechal obchodování, prodal celý svůj majetek a koupil pozemek, na kterém začal stavět. V roce 1769 už byl tak důležitým místním politikem, že byl zvolen do zemského sněmu, do Provincial Assembly.
Gwinnett se stal silným zastáncem koloniálních práv až v roce 1775. Během jeho působení v Provincial Assembly byl Gwinnettovým hlavním soupeřem Lachlan McIntosh. Lyman Hall byl jeho nejbližším spojencem. Gwinnettovo soupeření s McIntoshem začalo, když byl McIntosh v roce 1776 jmenován brigádním generálem georgijské armády.

### Americká revoluční válka
Gwinnett hlasoval ve prospěch Deklarace nezávislosti už 2. července 1776, dva dny před tím, než byla Kongresu představena tzv. „spravedlivá kopie“ ze dne 4. července 1776. Slavnou pergamenovou kopii podepsal 2. srpna 1776. Po podpisu Deklarace jej doprovázel až do Virginie Carter Braxton, další signatář Deklarace. Vezli návrh státní ústavy vypracovaný Johnem Adamsem. Během své služby na kontinentálním kongresu byl Gwinnett kandidátem na post brigádního generála 1. pluku kontinentální armády, ale jmenován byl Lachlan McIntosh. Gwinnetta to značně rozhořčilo.
Gwinnett pracoval v georgijském zákonodárném sboru a v roce 1777 sepsal původní návrh první georgijské ústavy. Brzy se stal mluvčím Georgia Assembly, což byl pozice, kterou zastával až do smrti georgijského prezidenta Archibalda Bullocha. Assembly's Executive Council na toto místo jmenoval Gwinnetta. Ten využil své funkce k oslabení pozice McIntoshe.
Napětí mezi Gwinnettem a McIntossem vyvrcholilo, když General Assembly (Valné shromáždění) hlasovalo o schválení Gwinnettova plánu útoku na britskou část Floridy v dubnu 1777.

## Smrt
Na začátku roku 1777 získal Gwinnett a jeho spojenci kontrolu nad Georgia Provisional Congress (prozatímním kongresem) v Georgii a stal se úřadujícím prezidentem Kongresu a vrchním velitelem georgijské armády. Jako takový byl nyní nadřízeným svého soupeře Lachlana McIntosha. Gwinnett nechal McIntoshova bratra zatknout a obvinit z velezrady. Rovněž nařídil McIntoshovi, aby vedl invazi do britské východní Floridy, která ovšem selhala. Gwinnett a McIntosh se navzájem obviňovali z porážky a McIntosh veřejně nazval Gwinnetta „darebákem a lhářem“.
Gwinnett pak vyzval McIntoshe k duelu, který vybojovali 16. května 1777 u plantáže vlastněné sesazeným královským guvernérem Jamesem Wrightem. Byla vyměřena vzdálenost 12 kroků a oba muži vystřelili z pistole. Oba byli zraněni. Gwinnett zemřel na svá zranění 19. května 1777 a později byl pohřben na hřbitově v Colonial Park Savannah. McIntosh, ačkoli zraněný, se rychle zotavil a žil až do roku 1806. Nikdy nebyl obviněn v souvislosti s Gwinnettovou smrtí.
Gwinnetta v jeho funkci nahradil John Treutlen, který se stal první osobou, která měla pod americkou vládou oficiální titul „guvernér“ Gruzie. (Shodou okolností byl Treutlen o několik let později zabit, údajně davem.)

## Odkaz
Gwinnettův autogram je velmi vyhledávaný sběrateli v důsledku kombinace touhy mnoha sběratelů získat úplnou sadu autogramů všech 56 signatářů americké deklarace nezávislosti a extrémní vzácnosti podpisu Gwinnetta; existuje pouze 51 známých podpisů, protože Gwinnett nebyl před podpisem Deklarace příliš aktivní a brzy po podpisu Deklarace zemřel. Pouze deset jeho podpisů je v soukromých rukou.
Spencer Tracy ve filmu z roku 1958 The Last Hurray říká: „Obávám se, že můj podpis nebude nikdy tak vzácný jako podpis Buttona Gwinnetta.“
Gwinnett County, kraj v Georgii, nyní předměstská oblast Atlanty, je pojmenován po něm.

## Jiné prameny
- Washington Merry-Go-Round, film z roku 1932, ve kterém Buttona Gwinnetta Browna hraje Lee Tracy, fiktivní moderní kongresman a potomek Buttona Gwinnetta
- Button, Button (Asimov short story)|„Button! Button!“, an Isaac Asimov story featuring a time travel viewing and matter synthesis device in which a collector may create a scrap of parchment with Gwinnett's signature, duplicated from the Declaration of Independence.
- List of U.S. state governors born outside the United States